# The Numbers
The Numbers è un sito web di dati sull'industria cinematografica che monitora gli incassi al botteghino in modo sistematico e algoritmico. La società svolge anche servizi di ricerca e previsioni di entrate di progetti cinematografici.

## Storia
Il sito è stato lanciato nel 1997 da Bruce Nash.
Il 21 marzo 2020, Numbers ha rilasciato una dichiarazione in cui affermava che, a causa della chiusura dei cinema dovuta alla pandemia di COVID-19, "non ci aspettiamo molti dati sul botteghino a breve termine" e non ha riportato le consuete stime giornaliere sul botteghino a causa della mancanza di dati sul botteghino dagli studi cinematografici.